# Martin Kaalma
Martin Kaalma (ur. 14 kwietnia 1977 w Tallinnie) – estoński piłkarz grający na pozycji bramkarza.